# Lijst van beelden in Diemen
Dit is een (onvolledige) chronologische lijst van beelden in Diemen, Noord-Holland, Nederland. Onder een beeld wordt hier verstaan elk driedimensionaal kunstwerk in de openbare ruimte van de Nederlandse gemeente Diemen, waarbij beeld wordt gebruikt als verzamelbegrip voor sculpturen, standbeelden, installaties, gedenktekens en overige beeldhouwwerken.
Voor een volledig overzicht van de beschikbare afbeeldingen zie de categorie Beelden in Diemen op Wikimedia Commons.
| Geplaatst | Omschrijving                            | Kunstenaar                              | Locatie                                                   | Wijk/Buurt                                            | Materiaal                                                                                 | Afbeelding        |
| --------- | --------------------------------------- | --------------------------------------- | --------------------------------------------------------- | ----------------------------------------------------- | ----------------------------------------------------------------------------------------- | ----------------- |
| 1882      | Piëta                                   |                                         | Hartveldseweg 25 (kerkhof)                                | Diemen-centrum                                        | zink en andere materialen                                                                 |                   |
| 1910      | Reliëfs Sint-Petrus (2 stuks)           |                                         | Hartveldseweg 25 (kerk)                                   | Diemen-centrum (2 afbeeldingen naast elkaar! →)       | natuursteen                                                                               |                   |
| 1929      | Heilig Hartbeeld                        | Jan Custers met hulp van broer Alphons. | Hartveldseweg 25 (kerk)                                   | Diemen                                                | brons                                                                                     |                   |
| 1936      | Der Kinderen-bank                       | Jan de Boer en Abraham Oznowicz         | Hartveldse weg 34-35 (voormalig dokters- en gemeentehuis) | Diemen-centrum                                        | zwart syeniet                                                                             |                   |
| 1980      | Windmolen                               | Jos Wong Lung Hing                      | Metrostation Verrijnstuartweg                             | Amsterdam-Zuidoost, grens Diemen-Zuid Staat ook hier. | aluminium buizen en gebogen platen op een betonnen voetstuk                               |                   |
| 1990      | Vrouw met horizontale schouders (buste) | Eja Siepman van den Berg                | Emmastraat                                                | Diemen                                                | brons                                                                                     |                   |
| 1996      | Koos (Koos Kolenbrander)                | Paul Vendel                             | Zorgcentrum Berkenstede                                   | Diemen-centrum                                        | polyester                                                                                 |                   |
| 1997      | Wachten                                 | Gina Miltenburg                         | Arent Krijtstraat 48, zorgcentrum De Diem.                | Diemen                                                | brons                                                                                     |                   |
| 2002      | Bergwachter                             | Ike van Cleeff                          | Emmastraat                                                | Diemen                                                | brons                                                                                     |                   |
| 2002      | Lotus                                   | Carel Lanters                           | Gemeentehuisplein                                         | Diemen-centrum                                        | roestvast staal, beton en glasmozaïek.                                                    |                   |
| 2003      | De spiraal                              | Alex Vermeulen                          | Weesperstraat/Provincialeweg                              | Diemen-Zuid                                           | gepolijst polyester (mannetje), weerbestendig staal (9 meter hoge spiraal)                |                   |
| 2005      | Dans met de Libellen                    | Simona Vergani                          | Op de hoek van de Vlinderweg en de Diemerpolderweg        | Diemen-Noord                                          | brons, geschilderd                                                                        |                   |
| 2016      | Kunstschapen                            | Cees van Swieten                        | Oud-Diemen                                                | Diemen-Noord                                          | steen/rots en metaal Stenen zijn uit IJstijd, 1,5 miljard jaar oud.                       |                   |
| 2016      | Stelling van Diemen 2016                | Observatorium (Rotterdam)               | Diemen-Noord                                              | Diemen                                                | Hout (bomen), stalen dragers (voor pallets) uit een opslag/magazijn (tweedelig kunstwerk) | meer afbeeldingen |
| 2019/2020 | Rustpunten XXL                          | Maree Blok Bas Lugthart                 | Hartveldseweg                                             | Diemen-centrum                                        | cortenstaal                                                                               |                   |
| 2020      | Zonder titel                            | Tim Rodermans                           | Muiderstraatweg                                           | Diemen-zuid                                           | muurschildering                                                                           |                   |
| 2021      | Zonder titel                            | Tim Rodermans                           | brug 1608                                                 | Diemen-zuid                                           | muurschildering                                                                           |                   |
|           | De hoop                                 |                                         | Hartveldseweg 24                                          | Diemen                                                |                                                                                           |                   |
|           | Relief Weesperstraat                    |                                         | Weesperstraat 110                                         | Diemen                                                |                                                                                           |                   |
|           | onbekend                                |                                         | Gemeentehuisplein                                         | Diemen                                                |                                                                                           |                   |

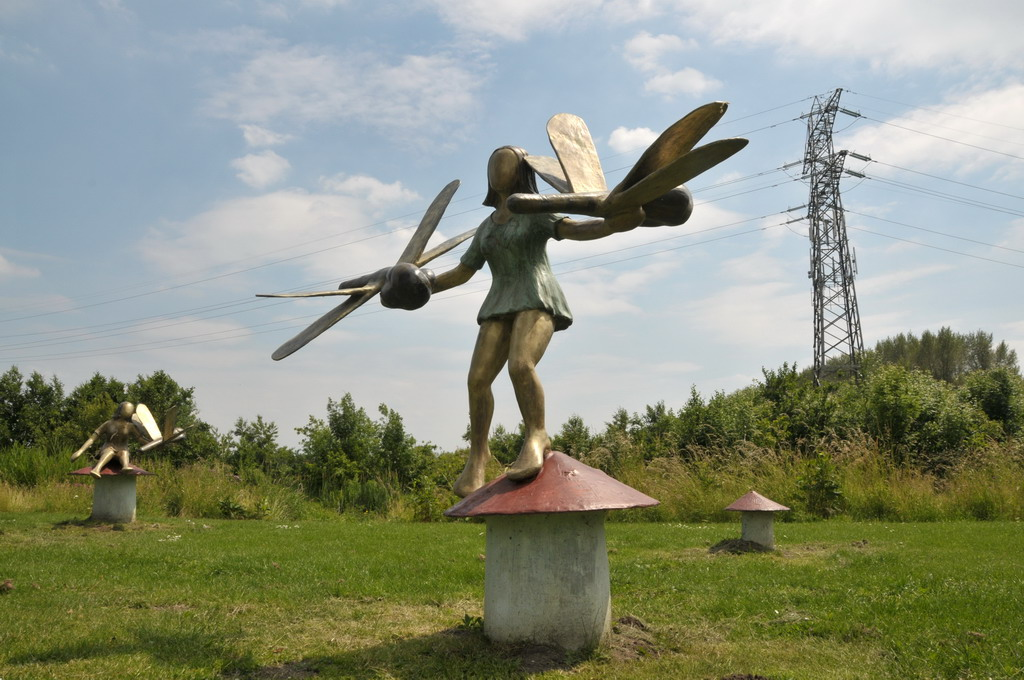
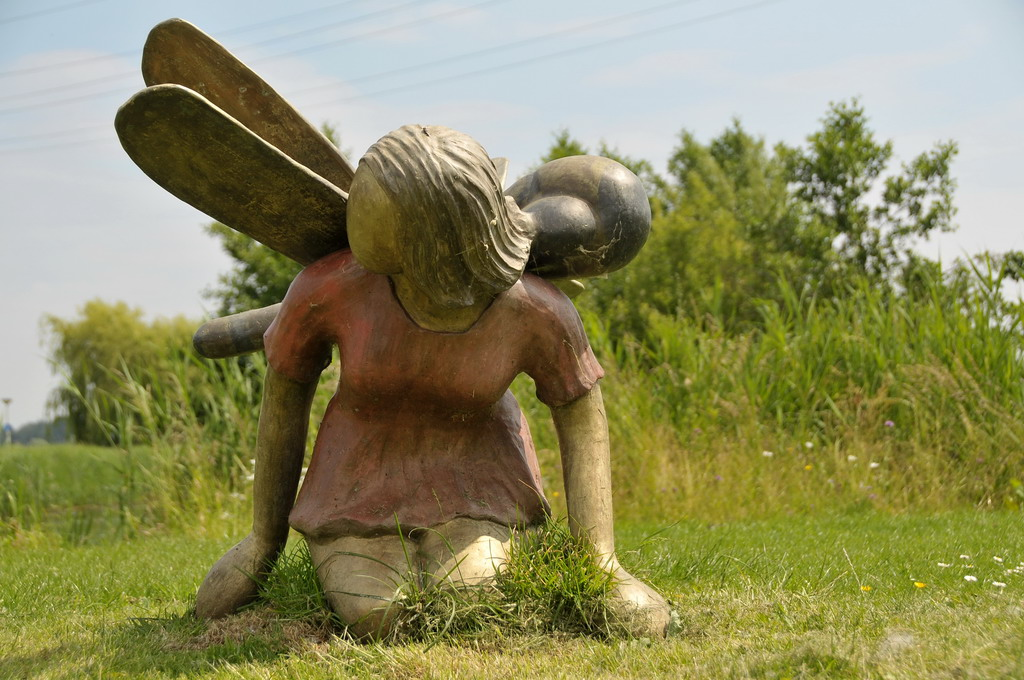
Dans met de Libellen
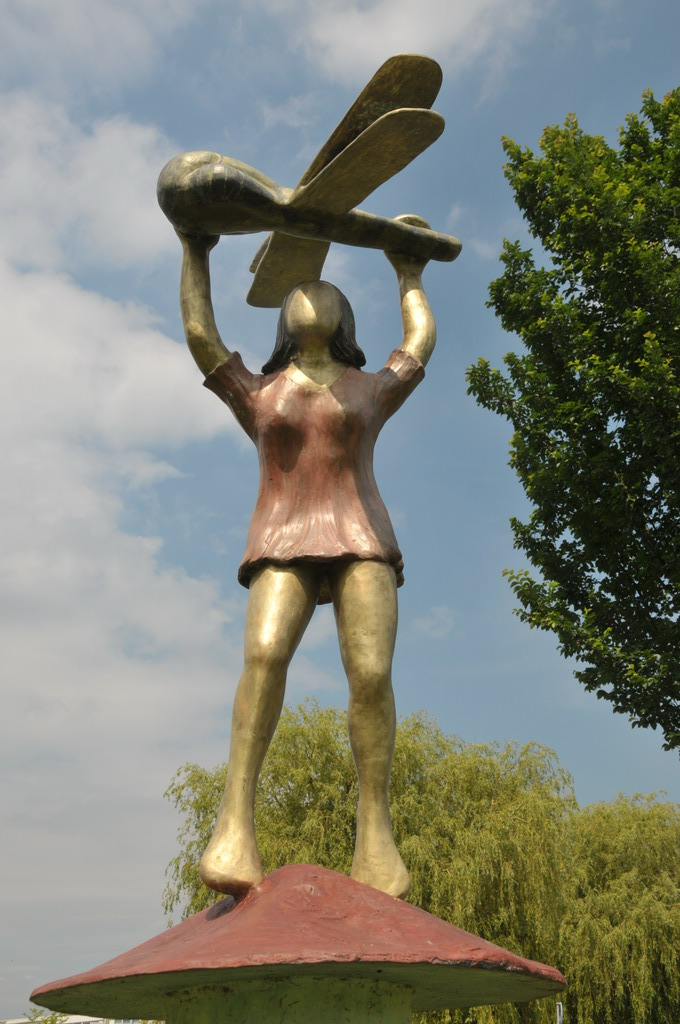